# Anne Heung Hoi-Lam
Anne Heung Hoi-Lam of Anne Heung (2 oktober 1974) is een Chinees-Canadese actrice die werkt voor TVB. Ze heeft aan de University of British Columbia economie gestudeerd.

## Prijzen
- 1998 Miss Hong Kong Pageant - Miss Hospitality
- 1998 Miss Hong Kong Pageant - Universal Beauty Award
- 1998 Miss Hong Kong Pageant - Miss Photogenic

## Filmografie
- Detective Investigation Files IV (1999)
- The Legendary of Lady Yang (2000)
- Legendary Four Aces (2000)
- Love is Beautiful (2001)
- Seven Sisters (2001)
- The Stamp of Love (2001)
- Golden Faith (2002)
- Life Begins at Forty (2003)
- Perish In The Name Of Love (2003)
- Riches and Stitches (2003)
- Seed of Hope (2003)
- The W Files (2003)
- Hidden Treaures (2004)
- Love Bond (2005)
- The Charm Beneath (2005)
- Bar Bender (2006)
- Au Revoir Shanghai (2006)
- Face to Fate (2006)
- Devil's Disciples (2007)
- Best Bet (2007)
- Fathers and Sons (2007)
- The Building Blocks of Life (2007)